# 林政 (明朝)
林政（？—？），直隶江都县人，明朝政治人物、進士出身。

## 生平
永樂二年（1404年）甲申科進士。后選為翰林院庶吉士，編撰永樂大典。

## 家族
祖父林維清；父親林添；兒子林善。